# Lokomotiva MLW M-420
Lokomotiva MLW M-420 byla dieselelektrická lokomotiva vyráběná mezi roky 1973 až 1977 v kanadském Montréalu firmou Montreal Locomotive Works. Pro kanadské železnice bylo celkem vyrobeno 88 kusů – 80 lokomotiv a 8 bezkabinových jednotek B pro společnost British Columbia Railway (BC Rail). Nejvíc lokomotiv dostala společnost Canadian National Railway. Mimo Kanadu bylo prodáno jen sedm strojů, a sice venezuelským státním železnicím Instituto de Ferrocarriles del Estado a americké společnosti Providence and Worcester Railroad.
Lokomotivy řady M-420 byly společně s lokomotivami typu EMD GP38-2 prvními, které byly vybaveny širokou komfortní „kanadskou kabinou“, jejíž různé obměny se počátkem 90. let minulého století staly na železnici standardem. Stejně jako tomu bylo u dieselových jednotek společnosti General Motors z té doby, přidávalo se i v odkazech na řadu M-420 na konec modelového jména písmeno „W“, jež však nebylo součástí oficiálního označení modelu. Většina lokomotiv M-420 měla podvozek MLW ZWT (Zero Weight-Transfer).
Lokomotiva váží 123,5 tuny a dosahuje maximální rychlosti 108 km.

## Původní vlastníci
| Společnost               | Množství | Čísla             | Poznámky                            |
| ------------------------ | -------- | ----------------- | ----------------------------------- |
| Canadian National        | 80       | 2500–2579         |                                     |
| British Columbia Railway | 16       | 640-647 & 681-688 | 681-688 jsou bezkabinové jednotky B |
| Argentinské státní dráhy | 2        | M001, M002        |                                     |
| Providence & Worcester   | 5        | 2001–2005         | M-420R                              |
| Roberval & Saguenay      | 2        | 26, 27            | M-420TR                             |
| Ferrocarril del Pacífico | 15       | 522-536           | M-420TR                             |